# Nehézion-fizika
A nehézion-fizika a nehézionok ütközésének fizikája. Nehézionoknak nevezzük a teljesen, vagy szinte teljesen ionizált nehéz atomokat.
A nehézion-fizika a fizika több területéhez kapcsolódik szorosan. Mivel a nehézionokat az ütköztetéshez gyorsítani kell, ezért mondható, hogy a nehézion-fizika a nagyenergiás fizika vagy a részecskefizika egyik ága, amely az atommagok nagyenergiájú ütközéseit vizsgálja a részecskegyorsítókban. Mivel a célja az atommagokat alkotó anyag halmazállapotainak vizsgálata, tekinthetjük a magfizika egyik ágának is.
Módszereiben a statisztikus fizika eszköztárát is alkalmazza, és kapcsolódik a korai univerzum és a csillagok keletkezésének a fizikájához, tehát az asztrofizikához is.

## Az ősrobbanás és a nehézion-fizika kapcsolata
Asztrofizikai megfigyelések összhangban vannak azzal, hogy a Világegyetemünk kvázi egy szingularitásból, az ősrobbanásból keletkezett sok milliárd évvel ezelőtt, mely összhangban van az általános relativitáselméleti megfontolásokkal és megoldásokkal (Friedmann, 1920-as évek). Az ősrobbanás-elmélet három fő oszlopa:
- a Hubble-törvény, amely szerint a galaxisok távolodási sebessége (v) arányos a távolságukkal (r):

v=Hr, ahol H a Hubble állandó.
- a kozmikus elemgyakoriság, amely a világegyetemben megfigyelhető atomos anyag összetételét jellemzi, és a
- kozmikus mikrohullámú háttérsugárzás.

A világegyetem megfigyelhető anyagösszetétele összhangban van azokkal a számításokkal, amely szerint az ősi nukleoszintézis alatt az ősrobbanás után nem sokkal (10-6 s) az anyag nagyon forró volt, kvarkokból és gluonokból állt, melyek a hűlés során protonokká és neutronokká alakultak. Az ezt követő 1 másodperc alatt a protonokból és a neutronokból létrejöttek a legkönnyebb atommagok (Deutérium=1H, 3He, 4He, 7Li). Ez a folyamat nagyjából 3 perc alatt véget ér. Az akkor kialakult elemösszetétel megmaradt egészen az első csillagok születéséig.
A kozmikus mikrohullámú háttérsugárzás az ősrobbanás-elmélet egyik jóslata volt, illetve ma már az egyik bizonyítéka. Az elméletben a korai világegyetem fotonok, elektronok és barionok forró plazmájából épült fel. A fotonok állandóan kölcsönhatottak a plazmával Thomson-szórással. Ahogy a világegyetem tágult, az adiabatikus tágulás során lehetővé vált, hogy az elektronok protonokhoz kapcsolódva hidrogénatomokat hozzanak létre. Ez nagyjából 3000 K hőmérsékleten történt, amikor a világegyetem nagyjából 380 000 éves volt (z=1088). Ezután a fotonok már nem szóródtak a semlegessé vált atomokon, és szabadon kezdtek el utazni a térben. Ezt folyamatot rekombinációnak vagy lecsatolódásnak hívják, arra utalva, hogy a elektronok az atommagokkal kombinálódnak és lecsatolódik egymásról az anyag és a sugárzás.
A számítások szerint az univerzum fejlődése a kezdetekben nagyon gyors volt. A hadronok már az ősrobbanás első néhány milliomod-másodpercében létrejöttek, a kvark-gluon plazmának (QGP) a tágulás során bekövetkezett kihűlése folyamán. Az alábbi táblázat ezt a korai fejlődési szakaszt foglalja össze.
| Idő     | Hőmérséklet (K) | Hőmérséklet (MeV) | Állapot                       |
| ------- | --------------- | ----------------- | ----------------------------- |
| 10-6 s  | 1015            | 105               | QGP                           |
| 10-4 s  | 1012            | 100               | QGP hadronizáció              |
| 1-2 s   | 10              | 1                 | elektron-pozitron annihiláció |
| 1,5 min | 109             | 0,1               | d kialakulás                  |

Az univerzum e korai fejlődése nagyon hasonlít a mai relativisztikus nehézion-ütköztetőkben lejátszódó reakciókéhoz. A korai világegyetemben, és egy nagyenergiás nehézion-fizikai reakcióban is rendkívül forró és sűrű, táguló tűzgömb jön létre, amely a tágulás során fokozatosan kihűl, és a hűlés miatt a tűzgömbben lévő anyagban halmazállapot-változások sora megy végbe.
A Hubble törvény, azaz a v = Hr típusú tágulás a centrális nehézion-fizikai ütközésekben is megfigyelhető. Azonban a nehézion-ütközésekben a lokális sebességek helyett a végállapoti hadronok lendületeloszlásait vizsgálják. A Hubble folyás, Gauss sűrűségeloszlás, és konstans Tf hőmérsékleten történő kifagyás esetén, nem-relativisztikus közelítésben az alábbi összefüggést kapjuk:
Teff = Tf + m ut2
ahol m a mért hadronok tömege, ut a tágulás sebessége az r = R sugárnál,
ahol R a Gauss alakú sűrűségeloszlás szélessége. A Hubble állandó értéke H = ut/R .
A kozmikus háttérsugárzás egy kezdetben termikus egyensúlyban lévő, de sűrű és táguló rendszer maradvány sugárzására utal, ez a hadronok létrejöttének, termikus számarányainak felel meg a nehézion-fizikában.
A kozmikus elemgyakoriság a táguló tűzgömbben lejátszódó magreakciók eredménye. Ehhez hasonlóan a nehézion-ütközésekben a kihűlő forró hadronanyagban a hadronok végállapotbeli gyakorisága termikus eloszlásoknak felel meg.
A legújabb mérési eredmények (CERN SPS, BNL RHIC) azt sugallják, hogy az anyag a QGP-hez közeli állapotba kerül nagyon nagy energiájú ütközésekben. Vagyis az univerzum kialakulásának kezdete tanulmányozhatóvá válik laboratóriumban. A kísérletekből sok hasznos információt kaphatunk. Ilyen például az anyag állapotegyenlete, aminek ismerete segít meghatározni a korai univerzum fejlődését.
Az Amerikai Egyesült Államok Brookhaven Nemzeti Laboratóriumának RHIC gyorsítójában a 200 GeV nukleonpáronkénti tömegközépponti energiájú Au+Au nehézion reakciókban a kutatások öt fő mérföldköve szerint
- elnyelődnek a nagyenergiás részecskesugarak
- a deuteron-arany ütközésekben végzett ellenpróba szerint ez egy új anyag létrejötte miatt történik
- a 2005-ben elfogadott BRAHMS, PHENIX, PHOBOS és STAR összefoglaló cikkek szerint ez az új anyag folyadék halmazállapotú
- a 2007-es mérések szerint ennek a folyadéknak a kinematikai viszkozitása legalább négyszer kisebb, mint az ultra-hideg, szuperfolyékony 4He kinematikai viszkozitása (ami a nyírási viszkozitási együttható/entrópiasűrűség)
- a 2007-es PHENIX eredmények szerint az elliptikus folyás skálaviselkedése alapján a tökéletes folyadékban kvark szabadsági fokok jelennek meg.

Nyitott kérdés, hogy a kvark szabadsági fokok megjelenése termodinamikai értelemben fázisátmenet-e, és ha igen, ennek milyen a rendje. Impulzuskorrelációs mérések alapján az erős elsőrendű fázisátmenet már kizárható, valószínű, hogy folytonos átmenetet, azaz a fénycsövekben látható elektromágneses plazma létrejöttéhez hasonló, fokozatosan kialakuló kvarkanyagot láthatunk.

## Nehézion-ütköztetők és a rajtuk végzett kísérletek
Az egy nukleonra jutó energia (E/A) függvényében különböző nehézion-ütköztető részecskefizikai kísérleti komplexumokat különböztetünk meg.
alacsony energiás: 30MeV < E/A < 100 MeV
Nem relativisztikus gyorsítók. Pl.: GANIL Franciaországban, …
közepes energiás: 100 MeV < E/A < 1 GeV
Céljuk a maganyag állapotegyenletének, a multifragmentáció jelenségének a vizsgálata. Például a néhai Berkeley Bevatron, az NSCL a Michigan State University-n az USA-ban, a SIS a GSI-ben.
relativisztikus gyorsítók: 1 GeV < E/A
AGS az USA Brookhaven Nemzeti Laboratóriumában, New York közelében
SPS a CERN-ben (Genf közelében, a svájci-francia határon)
RHIC az USA Brookhaven Nemzeti Laboratóriumában
az LHC a CERN-ben

## Detektortípusok
Általánosságban az alábbi fő detektortípusokat használják. Jellemző paramétereiket a táblázat mutatja, amit néhány tényleges detektor ismertetése követ.
| Detektortípus        | Pontosság                    | Felbontás               | Holtidő |
| -------------------- | ---------------------------- | ----------------------- | ------- |
| Buborékkamra         | 10-150um                     | 1 ms                    | 50 ms   |
| Streamer kamra       | 300 {\displaystyle \mu }m    | 1 {\displaystyle \mu }s | 100 ms  |
| Proporcionális kamra | 50-300 {\displaystyle \mu }m | 2 ns                    | 200 ns  |
| Drift kamra          | 50-300 {\displaystyle \mu }m | 2 ns                    | 100 ns  |
| Szcintillátor        | ---                          | 100 ps                  | 10 ns   |
| Emulzió              | 1 {\displaystyle \mu }m      | ---                     | ----    |
| Szilícium csík       | csík méret                   | ---                     | ---     |
| Szilícium pixel      | 2 {\displaystyle \mu }m      | ---                     | ---     |

Cserenkov-számláló (Cherenkov chamber)
Széles körben használják: részecskeszámlálásra, hadronikus részecske azonosításra, nyomkövető detektorokban, stb,… Cserenkov-sugárzás töltött részecskék anyagban való áthaladása során keletkezik, ha sebessége nagyobb a fény sebességénél az adott anyagban.
Drótkamra (wire chamber)
Azon az elven alapul, hogy egy megfelelő gázzal töltött kamrában a keletkezett töltések nagy részét detektálja. Ha egy töltött részecske áthalad rajta, az útvonala mentén elektron-ion párokat kelt.
Idő-projekciós kamra (Time Projection Chamber – TPC)
Azok a detektorok, melyekben a töltött részecskék hosszú utat tesznek meg az anódig, háromdimenziós, térbeli információ megszerzésére képesek az eltelt idő mérése révén.
Elektromágneses kaloriméter
Egy aktív, nagy kiterjedésű, homogén, elektromágneses kölcsönhatásra érzékeny anyagban keletkezik jel, amit egy passzív abszorber felfog. Az aktív rész jellemzően valamilyen szervetlen szcintillációs kristály (NaI, CsI, BGO, …) vagy Cserenkov-sugárzásra képes anyag, mint például az ólomüveg vagy egyes könnyen ionizálható nemesgázok.
Hadronikus kaloriméter
Elsődlegesen nukleáris ütközések következményeként történik az áthaladó részecske energiájának detektálása. Ezért megfelelően sűrű detektoranyagokat használnak e célra (pl. volfrám). A nukleáris reakciókban keletkezett részecskék pedig elektromágneses kölcsönhatás révén keltenek detektálható jeleket.

## Mérhető mennyiségek
Nehézion reakciókban a mérhető mennyiségek az un. kifagyási (freeze-out) folyamat során keletkeznek, amikor a kezdetben forró és sűrű anyag tágulása és kihűlése során a kvarkok és gluonok folyadékából összeállnak azok az önálló részecskék, amelyeket végül detektálunk. A kifagyási állapota körül a rendszert a folyadékok dinamikájával írhatjuk le. Ez a feltevés három alapvető elven nyugszik: az energia és impulzus megmaradáson valamint a kontinuitáson. Ideális gázok esetében az össz kifagyott részecskeszámot a következő képlet adja meg:
{\displaystyle N=\int N^{\mu }d\sigma _{\mu },\,\,\,\,\,\,\,\,\,\,\,\,\,\,\,N^{\mu }=\int {\frac {d^{3}p}{p^{0}}}\,p^{\mu }\,f_{0}(x,p)}
ahol {\displaystyle \sigma } a kifagyási felület, amelyet először Cooper és Frey vezetett be. {\displaystyle f_{0}} az ideális gázok fázistér eloszlása. Bozonok esetén (pl. pionok) a függvény alakja:
{\displaystyle f_{\pi }={\frac {g_{\pi }}{2\,\pi \,\hbar }}\,\,\,{\frac {1}{exp({\frac {p^{\mu }u_{\mu }-\mu }{T}})-1}}}
A kísérletekben általában differenciális mennyiségeket mérünk egy ütközésre normalizálva. Például:
{\displaystyle {\frac {dN}{d^{3}p}}}
A leginkább használatos mérhető mennyiségek:
1) egyrészecske transzverzális impulzus eloszlás (boost invariáns)
2) egyrészecske rapiditás eloszlás (az impulzus longitudinális komponensétől függ)
3) kétrészecske korrelációs függvény sugarak (HBT sugarak)

## Nehézion-ütközések az egy nukleonra eső tömegközépponti energia függvényében
A nehézion-ütközések végállapotainak tulajdonságai az energia függvényében változnak.
közepes energiás
10-100 AMeV tartományban a leggyakoribb eset a rugalmas ütközés. Kis létszámban előfordulnak rugalmatlan ütközések kis multiplicitással. A nukleáris anyagsűrűség kicsit változik. Ebben a termodinamikai közegben tapasztalható a nukleáris folyadék-gáz fázisátmenet. 10-20 MeV hőmérséklet elérése után tágulással 5-10 MeV-re hűl le az anyag. A végállapotban kisebb nukleáris fragmentumok képződnek a relatíve erős vonzó kölcsönhatás következtében. Az említett fázisátmenet jelenségei tanulmányozhatóak ezekben esetekben.
Ilyen gyorsító például az NSCL a Michigani Állami Egyetemen, a UNILAC és a SIS a GSI-nél a német Darmstadtban, a GANIL Caen-ben Franciaországban, a CELSIUS a Svédországi Uppsalában.
relativisztikus
Nagy multiplicitású ütközések. 100 AMeV-10 GeV tartományban már 10-100 másodlagos részecske keltődhet. Itt már tanulmányozható a kompresszibilitás, az állapotegyenlet, a nukleáris kölcsönhatások energiafüggése. Kollektív effektusuk (pl.: kollektív részecskeáram) jól megfigyelhetők és összevethetők elméleti jóslatokkal. Az előzőleg említettek mellett ilyen gyorsító a BEVELAC a Berkeley-i LBL-ben, a Dubnai és a SATURN a francia Saclay-ban.
ultra-relativisztikus
10 AGeV-től számíthatjuk. 100 AGeV felett a keltett másodlagos részecskeszám már meghaladhatja az 1000-et is. Az egyik legizgalmasabb feladat a kvark-gluon plazma (QGP) keresése. Két részre osztható ez az energiatartomány: egy barion gazdagra, ahol majdnem mindegyik barion erősen lefékeződik az ütközések következtében, illetve egy transzparensebbre, ahol kevesebbet ütköznek és kevésbé veszítenek energiájukból. Például a CERN-SPS és a BNL-AGS 60 AGeV energiájú S és Si ütközések eredményei is azt mutatták, hogy egy ilyen kvázi teljes lefékeződés megvalósul. A BNL-RHIC legújabb 200 GeV-es egy nukleonra eső tömegközépponti energiájú eredményeiből pedig barion gazdag kvark-gluon plazma jelei olvashatók ki. Ám e fölötti energiákon transzparensebb viselkedésre számítanak az elméleti fizikusok. A reakciózóna közepe akár barionmentes is lehet, ami egy rendkívül érdekes jelenségnek számítana.
Tipikus részecskenyaláb energiák különböző gyorsítóknál:
| Elab        | v     | Helye       |
| ----------- | ----- | ----------- |
| (AGeV)      | (c)   |             |
| 0,5         | 0,758 | LBL-BEVELAC |
| 4,1         | 0,982 | DUBNA       |
| 10          | -     | BNL-AGS     |
| 200         | -     | CERN-SPS    |
| (100+100)   | -     | BNL-RHIC    |
| (3500+3500) | -     | CERN-LHC    |

## Termalizáció, fragmentáció, lökéshullámok, elfolyás (flow) relativisztikus nehézion-ütközésekben (10-100 GeV/u tömegközépponti energia)
Relativisztikus nehézion-ütközésekben a folyamatokat értelmezni kívánó különböző modellek szerint az elemi részek korai termalizációja jön létre. Ennek során a részecskék hely és impulzus eloszlása kvázi irányfüggetlenné, izotróppá válik. A kihűlés során az anyag hadronizálódik. Az emisszió változatos formában, köztük jetek, valamint, főleg a széleken fragmentek alakjában ölt testet. A kirepülő részecskék kollektív tulajdonságokkal is rendelkezhetnek, mint például az együttmozgás, az elfolyás. Számos termalizációs modell ismert. Néhány ismertebb, szerzőik szerinti felsorolásban:
- U. Heinz: Korai termalizáció 0,3 fm/c-nél. Itt még kérdéses a határozatlansági reláció hatása.

- Kharzeev: Relativisztikus effektusok figyelembe vétele. Gyorsuló vonatkoztatási rendszert használ, ami a fekete test sugárzásához kötődik.

- Mrovcsinszkij: Az instabilitásokat termalizációs hatások alapján próbálja értelmezni.

- K. Geiger, B. Müller: Modelljükben a partonok szilárd golyókként viselkednek. 3-3,5 fm/c termalizációs idővel kalkulálnak.

Nyitott kérdés az elméletekben a mozgó potenciálok szerepe, figyelembe vétele. Ismerete azért játszik fontos szerepet, mert egy adott végállapothoz sok különböző kezdeti feltételből, állapotból is eljuthatunk.
A fragmentumok tömegeloszlására számos modell létezik, de mindegyik közös tulajdonsága, hogy a kifagyás pillanatában adnak becsléseket. Mivel általában gerjesztett állapotban léteznek, ezért a legátfogóbb elméletek ezek bomlásából származó emisszióval is számol. Azokban a kísérletekben, ahol az anyag a gázhalmazállapotra (nagyobb entrópiájú) jellemző állapotba kerül nyilván a könnyebb fragmentek jellemzőek (proton, alfa). Nehezebb fragmentek a folyadék halmazállapotra jellemző esetekben valószínűbb. Ezek létrejöttét sok minden befolyásolja: az ion mérete, felülete, a reakció geometriája, végállapoti bomlások, a kollektív folyás. Mekjian 1978-ban egy törvény állított fel az alapállapotú fragmentumok sűrűségeloszlására:
{\displaystyle n_{g}(A)=g_{A}({\frac {mTA}{2\pi }})^{3/2}e^{A(\mu +W_{0})/T}}
A nehézion-ütközéseket számos hidrodinamikai leírás modellezi (lásd köv. fejezet). Néhány egyszerű megoldása ezeknek az egyenleteknek a lökéshullámok. Ilyen esetekben az ütközés középpontjából nagyobb sűrűségű hullámok terjednek a szélek felé.
Már a kezdetektől világos volt, hogy a sokrészecske korrelációk sok fontos információval rendelkeznek. Az egyik legfontosabb ilyen effektus a kollektív részecskeáram (flow, vagy folyás). Először 1973-ban Scheid, Müller és Greiner jósolta meg jelenlétüket relativisztikus nehézion-ütközésekben. Legkönnyebben az ütközésre merőleges irányú részecskeeloszlásokból következtethetünk rájuk.

## Relativisztikus nehézion-ütközések fontosabb modelljei (mikroszkopikus és hidrodinamikai modellek)
A hidrodinamikai modellek idealizált kontinuumot írnak le lokális egyensúlyt feltételezve. Szimmetriatulajdonságok bevezetése révén egyszerű alakot öltenek, amik alkalmassá teszik őket a relativisztikus nehézion-ütközések megfigyelhető mennyiségeinek leírására szolgáló könnyű használhatóságot.
Néhány ismertebb hidrodinamikai modell:
Bjorken-modell
Egyszerű modell, amely egydimenziós tágulást ír le longitudinális irányban. A megfigyelések szerint a töltött részecskék rapiditás eloszlása meglehetősen lapos középértékénél. Ebből következően az energiasűrűség is hasonlónak tételezhető fel (dN/dy = 3 a CERN SPS-nél) és így invariáns Lorentz-transzformációkra ebben a tartományban. A töltött részecskesűrűség így csak a sajátidőtől függ. A kezdeti feltétel, hogy {\displaystyle \tau _{0}=1fm/c} körül kialakul a termalizáció, ami egy 1-10 Gev/fm3 energiasűrűséggel párosul.
Landau-modell
A Bjorken modelltől annyiban tér el, hogy más kezdeti feltételt használ, mivel egy egy homogén, nagy energiasűrűségű korongból indul ki. Ez egy kétdimenziós modell, ami transzverzális irányban is tágul, miután a longitudinális kiterjedés nagyjából elérte a korong átmérőjét.
Tűzgömb-modell
Kezdetben a megfigyelt hatáskeresztmetszetek leírására fejlesztették ki. Nem tartalmaz folyást. Ideális gáz állapotegyenlete van feltételezve (EOS). Ennek alapján
Blast wave modell
Megengedi a kollektív majdnem adiabatikus tágulást. A hatáskeresztmetszetet a szférikus folyás figyelembe vételével számolja ki.
Zimányi–Bondorf–Garpman-modell
Ez egy szférikus modell.
Buda-Lund parametrizáció
Háromdimenziós modell, körkörösen szimmetrikus megoldással. A végállapotot parametrizálja az ideális gáz állapotegyenletét alkalmazva. Tökéletes folyadékot ír le. Az eloszlásokat átlagértékükkel és szélességükkel jellemzi, ami részletgazdagabb információ kinyerésére alkalmas.
- Mikroszkopikus numerikus (Monte Carlo szimulációs) modellek

Általában pontosabban képesek leírni a nehézion reakciókat. Számot tudnak adni fluktuációkról és végállapoti effektusokról is. Mindegyik modell kiindulásként a Glauber-féle optikai modellt használja a nukleonok ütközéseinek a szimulálására, az ismert nukleon hatáskeresztmetszetek révén.
Néhány ismertebb modell:
FRITIOF: Lund hadronizációs modell számításokon alapul.
UrQMD: Ultra-relativisztikus kvantum molekula dinamikai szimulátor.
Hijing: Lund hadronizáció modell kiegészítve a PHyTIA (nagy transzverz impulzusú folyamatokra) kód elemeivel
dual parton modellek: VENUS, QGSM (string)
BUU: kaszkád modellek
MPC: Molnár Dénes-féle parton kaszkád modell 2-3 gluon szórással.
AMPT: Texasi csoport fejlesztette ki. Több fázisú transzport egyenletekkel számol.

## Ultra-relativisztikus nehézion-ütközés téridőbeli lefolyása
Ultra-relativisztikus nehézion-ütközések téridő képe. A nyalábrészecskék útjukat a fénykúphoz közeli vonalon folytatják. A termalizált közeg a közép-rapiditás részben halmazállapot-változáson megy át.
A pre-equilibrium nagyságrendileg a {\displaystyle \tau _{0}=0.3-3.5fm/c} sajátidő intervallumba esik. A nehézionok a tömegközépponti rendszerben erős Lorentz-kontrakciót szenvednek. Tengelyirányú sugaruk a {\displaystyle R'={\frac {R}{\gamma }}} képlet szerint vékonyodik, ahol {\displaystyle \gamma ={\frac {1}{\sqrt {1-v^{2}/c^{2}}}}}. A hadrongáz kifagyása egy karakterisztikus {\displaystyle \tau _{f}=7-10fm/c} körül következik be.
A folyamat téridő fejlődését a nem (teljesen) relativisztikus hidrodinamikai egyenletekkel sikeresen írhatjuk le. Ez azt jelenti, hogy a longitudinálisan relativisztikus, transzverzálisan nem relativisztikus megoldásait használjuk a hidrodinamikai egyenleteknek, amiket a kontinuitás, energia és impulzus megmaradás határoz meg , s amelyeknek a megoldásai az említett feltételekkel jóval egyszerűbb, mint a teljesen relativisztikus esetben. Alakjuk a következő:
{\displaystyle {\partial _{t}\,n}+\nabla \cdot (n{v})=0\,,}
{\displaystyle {\partial _{t}\,{v}}+({v}\cdot {\nabla }){v}=-({\nabla }p)/(mn)\,,} (Euler-egyenletek)
{\displaystyle {\partial _{t}\,\epsilon }+{\nabla }\cdot (\epsilon {v})=-p{\nabla }\cdot {v}\,,}
ahol {\displaystyle n} a részecskeszám sűrűséget jelöli, {\displaystyle v} a nem relativisztikus folyási sebességtér, {\displaystyle \epsilon } az energiasűrűség, {\displaystyle p} a nyomás. Ez az egyenletrendszer a zártság miatt ki kell, hogy egészüljön az állapotegyenletekkel (EOS). Nem relativisztikus ideális gáz esetén ezek:
{\displaystyle p=nT\,,\qquad \epsilon =\kappa (T)nT}
Elliptikus folyás
Nem centrális ütközések esetén a két nehézion mandulaszerű alakban átfedi egymást. Ezekben az esetekben a sebességtér nem hengerszimmetrikusnak adódik. A rövidebbik tengely mentés erősebb áramlás tapasztalható. Ezt a jelenséget elliptikus folyásnak nevezzük. Kísérletileg ezt úgy észleljük, hogy a részecskeszám az ellipszoid tengelyeihez képest eltérést mutat, amiből kiszámítható a szög szerinti Fourier sor 2. komponensének együtthatója. Ezzel az értékkel jellemezhetjük az elliptikus folyást.

## Hadronizáció, kifagyás ultra-relativisztikus nehézion-ütközésekben
Ultra-relativisztikus nehézion-ütközésekben sűrű, forró anyag keletkezik. melyekben kezdetben a nukleonok különállósága megszűnik és kvarkok, gluonok egyfajta kontinuum állapota alakul ki (QGP). Ez a jelenség magyarázza, hogy a hidrodinamikai leírásmód miért olyan sikeres a reakció végállapotok megjóslásában. Ez a megközelítés mód ugyanis csak az energia- impulzus megmaradást és a kontinuitást tételezi fel. A végállapotban található részecskék számát és impulzus eloszlását a hadronok kifagyásának pillanatában adja meg. Ez egy gyors, tágulással járó folyamat, melynek során a kontinuum alkotóelemei független, kvázi nem kölcsönható részecskékké állnak össze. Ezt összességében hadronizációnak nevezzük.
Nagyon nagy energiákon a kontinuum alkotóelemi (kvarkok, gluonok) között megszűnik a kölcsönhatás és kialakul az aszimptotikus szabadság állapota. Ez azért érdekes, mert a hidrodinamikai egyenleteket kiegészítő állapotegyenletek (EOS) egyszerűvé válnak. A hadronikus és a QGP EOS ismeretében a Maxwell konstrukció révén megadható a teljes állapotegyenlet, amely a tiszta két fázist illetve azok keveredését is tartalmazza. Ezek révén tanulmányozhatóvá válnak a nehézion reakciókban lejátszódó folyamatok, különös tekintettel a fázisátmenetekre, amelyek a téridőbeli lefolyást határozzák meg.

## Kvark-gluon plazma keltése, észlelése ultra-relativisztikus nehézion-ütközésekben
Az ultra-relativisztikus nehézion-ütközések lehetőséget adnak arra, hogy olyan forró és sűrű nukleáris anyagot hozzanak létre és tanulmányozhassanak, amely természetes körülmények között valószínűleg csak a korai univerzumban volt jelen, az első néhány mikromásodpercben.
A kutatások célja az erősen kölcsönható anyag tulajdonságainak megismerése nagy anyagsűrűségek közepette, valamint annak kiderítése, hogy létezik-e egyáltalán a kvark-gluon plazma, és ha igen, akkor milyen körülmények között jön létre. További ismeretszerzés szükséges annak megismerésére, hogy milyen az átmenet a kvarkok és gluonok, illetve a hadronok között, fázisátmenet-e ez egyáltalán termodinamikai értelemben, és ha igen, akkor milyen rendű és típusú.
A kvark-gluon plazma olyan halmazállapotként határozható meg, amelyben az alapvető szabadsági fokok a kvarkok és a gluonok.
Olyan értelemben plazma, hogy a kvarkok nem a hadronok kötött állapotaiban, hanem a hadronok "börtöneiből" kiszabadulva, szabadsági fokokként jelennek meg. Ilyen halmazállapot-változásra a rács QCD számításokból következtetünk.
A mai legnagyobb gyorsítók (CERN-SPS, RHIC, CERN-LHC) elő tudják állítani ezt a kvark-gluon plazma keltésére elméletileg megkövetelt energiát. Rács QCD számítások jóslatokat képesek adni a QGP és a hadronanyag állapotegyenletéről és a fázisátmenet termodinamikai tulajdonságairól. A nehézion-ütközések leírásához a hidrodinamikai modellen belül éppen erre az állapotegyenletre van szükség. Ez azonban még nem elégséges a megfigyelhető mennyiségek kiszámításához, ki kell ugyanis ezt egészíteni azzal, hogy:
- mi a kezdeti feltétel, mikorra és milyen forró és sűrű anyag kialakulására vezettek az ütközések elején a nemegyensúlyi folyamatok
- mi a kifagyási feltétel, azaz mikor és milyen hőmérsékleteken és sűrűségeken jön létre a végállapotban a detektálható hadronok serege.

A relativisztikus hidrodinamika keretei között az állapotegyenlet, a kezdeti feltételek és a kifagyási feltételek meghatározzák a mérhető mennyiségeket.
Így, ha a végállapot mérhető mennyiségeiben erős változások következnek, abból elsőrendű fázisátmenetre következtethetünk. Az átmenet kritikus hőmérsékletre kapott 150-200 MeV érték 1-3 GeV/fm3 kritikus energiának felel meg. Tehát, a jóslat szerint ennyi szükséges (várhatóan) a QGP előállításához. A RHIC-nél 100+100AGeV-es arany-arany reakciókban ennek az energiasűrűségnek a többszörösét látjuk.
A kísérletek során az ütközések jellemző paramétereit (energiasűrűség, hőmérséklet stb.) mérhető mennyiségekből származtathatjuk le. Egyik ilyen alapvető mennyiség a keltett hadronok multiplicitás sűrűsége, azaz dN/dy. A kifagyási térfogatra részecske interferometria révén tehetünk következtetést. Ezt a módszert eredetileg Hanbury-Brown és Twiss alkalmazta a csillagok méretének meghatározására. A lemérhető mennyiségeket fittelve a például hidrodinamikai modellek jóslataival meghatározhatjuk az analitikus kifejezésekben szereplő ismeretleneket, mint például a reakció zóna hőmérséklete, a kémia potenciálok értéke, stb. A legegyszerűbb ilyen modellek egyike a Bjorken-ről elnevezett, amely egydimenziós tágulást feltételez. Egy sikeres modell a Buda–Lund-féle, amely egyszerre képes jóslatokat adni az egyrészecske transzverz impulzus eloszlásokra, a rapiditás eloszlásra és a kétrészecske impulzus korrelációs függvényben szereplő sugár paraméterekre.
Összességében a kvark-gluon plazmát jelző jelenségeket az alábbiak szerint csoportosíthatjuk. Ezek a kvark-gluon plazma keletkezésének szignatúrái:
- A transzverzális folyás és egyéb hidrodinamikai változások a spektrumban. Például az átlagos transzverzális impulzus jellemzi az effektív hőmérsékletet, míg az energiasűrűség pl a Bjorken-becslés segítségével a mérhető adatokból becsülhető. Az energiasűrűség növelésével elsőrendű termodinamikai fázisátmenet esetében a hőmérséklet egy ideig növekszik, majd az elsőrendű fázisátmenet helyén az energiasűrűség állandó hőmérsékleten növekszik. A fázisátmenet vége után a hőmérséklet az energiasűrűség növekedésével újra emelkedni kezd.

- Erősen elsőrendű fázisátmenet esetén a kétrészecske korrelációkat jellemző HBT sugárparaméterekre Rout >> Rside. Ilyet sem a CERN SPS sem a RHIC Au+Au nehézion-ütközésekben nem tapasztaltunk.

- Másodrendű fázisátmenet során hatványfüggvény jellemzi a kétrészecske korrelációs függvényt.

- Folytonos átmenetben hadronok létezhetnek a kritikus hőmérséklet felett is.

- Nem-egyensúlyi rehadronizációs folyamatokban Rout {\displaystyle \approx } Rside, ami a jelenlegi RHIC Au+Au mérési adatokkal összhangban van.

- strange kvarkok alkotta barionok és anti-barion számának megnövekedése

- 'egzotikus' részecskék detektálása

- a szabad kvarkok termikus sugárzásából származó fotonok és lepton párok jelenléte

- J/{\displaystyle \psi } elnyomás